# اکلیم استودیوز آستین
اکلیم استودیوز آستین (انگلیسی: Acclaim Studios Austin) شرکت بازی ویدئویی آمریکایی است، که در سال ۱۹۹۱ تأسیس شد.